# ويليام بيكويذ ماكننيس
ويليام بيكويذ ماكننيس (بالإنجليزية: William Beckwith McInnes)‏ هو رسام أسترالي، ولد في 18 مايو 1889، وتوفي في 9 نوفمبر 1939 في ملبورن في أستراليا.